# Chojna
Chojna (niem. Königsberg in der Neumark) – miasto w północno-zachodniej Polsce, w woj. zachodniopomorskim, w powiecie gryfińskim, nad rzeką Rurzycą. Siedziba gminy miejsko-wiejskiej Chojna.
31 grudnia 2013 roku miasto liczyło 7344 mieszkańców.

## Położenie
Zgodnie z podziałem Polski na mezoregiony fizycznogeograficzne według Kondrackiego (1994) Chojna leży w zasięgu prowincji Niż Środkowoeuropejski i podprowincji Pojezierza Południowobałtyckie, w makroregionie Pojezierze Zachodniopomorskie i w końcowej klasyfikacji w mezoregionie Pojezierze Myśliborskie.
Miasto leży w linii prostej w odległości 53 km od Szczecina, 60 km od Gorzowa Wielkopolskiego, 86 km od Berlina. Przez Chojnę przepływa rzeka Rurzyca, która jest prawym dopływem Odry.
Według danych z 1 stycznia 2014 r. powierzchnia miasta wynosiła 12,58 km².
Chojna leży na historycznym Pomorzu Zachodnim. Pierwotnie była położona na Pomorzu do połowy XIII wieku, od drugiej połowy XIII w. w Nowej Marchii, w latach 1815–1945 w pruskiej i następnie niemieckiej rejencji frankfurckiej prowincji Brandenburgia, od 1945 roku w granicach Polski, początkowo w Okręgu Pomorze Zachodnie, w latach 1946–1975 w tzw. dużym województwie szczecińskim, w latach 1975–1998 w tzw. małym województwie szczecińskim, a od 1 stycznia 1999 roku w województwie zachodniopomorskim.

## Demografia
Struktura demograficzna mieszkańców Chojny według danych z 31 grudnia 2007:

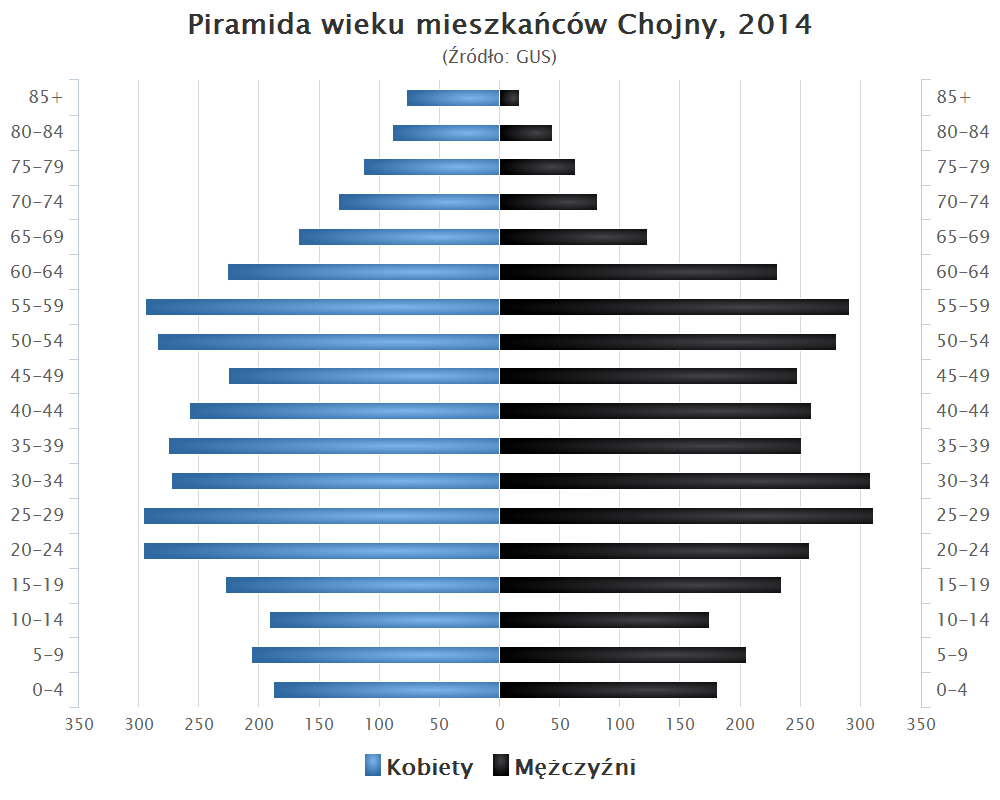
Piramida wieku mieszkańców Chojny w 2014 roku

| Opis                                | Ogółem | Ogółem | Kobiety | Kobiety | Mężczyźni | Mężczyźni |
| ----------------------------------- | ------ | ------ | ------- | ------- | --------- | --------- |
| Jednostka                           | osób   | %      | osób    | %       | osób      | %         |
| Populacja                           | 7283   | 100    | 3736    | 51,3    | 3547      | 48,7      |
| Wiek przedprodukcyjny (0–17 lat)    | 1599   | 21,96  | 788     | 10,82   | 811       | 11,14     |
| Wiek produkcyjny (18–65 lat)        | 4822   | 66,21  | 2340    | 32,13   | 2482      | 34,08     |
| Wiek poprodukcyjny (powyżej 65 lat) | 862    | 11,84  | 608     | 8,35    | 254       | 3,49      |

| Rok  | Liczba ludności |
| ---- | --------------- |
| 1995 | 6563            |
| 2000 | 7071            |
| 2005 | 7175            |
| 2023 | 6.896           |

## Historia

### Początki osadnictwa i średniowiecze
Obszar został włączony do państwa polskiego przez Mieszka I ok. 967 roku. W X–XII wieku istniał w okolicach dzisiejszego rynku gród, który posiadał dogodną lokalizację na granicy Brandenburgii i Pomorza rządzonego przez Piastów, położenie w widłach Rurzycy i Wrześnicy gwarantowało znaczne walory obronne. Po roku 1200 osada otrzymała z rąk księcia szczecińskiego Barnima I magdeburskie prawa miejskie. W 1234 po raz pierwszy wzmiankowano osadę jako terra Chinz.

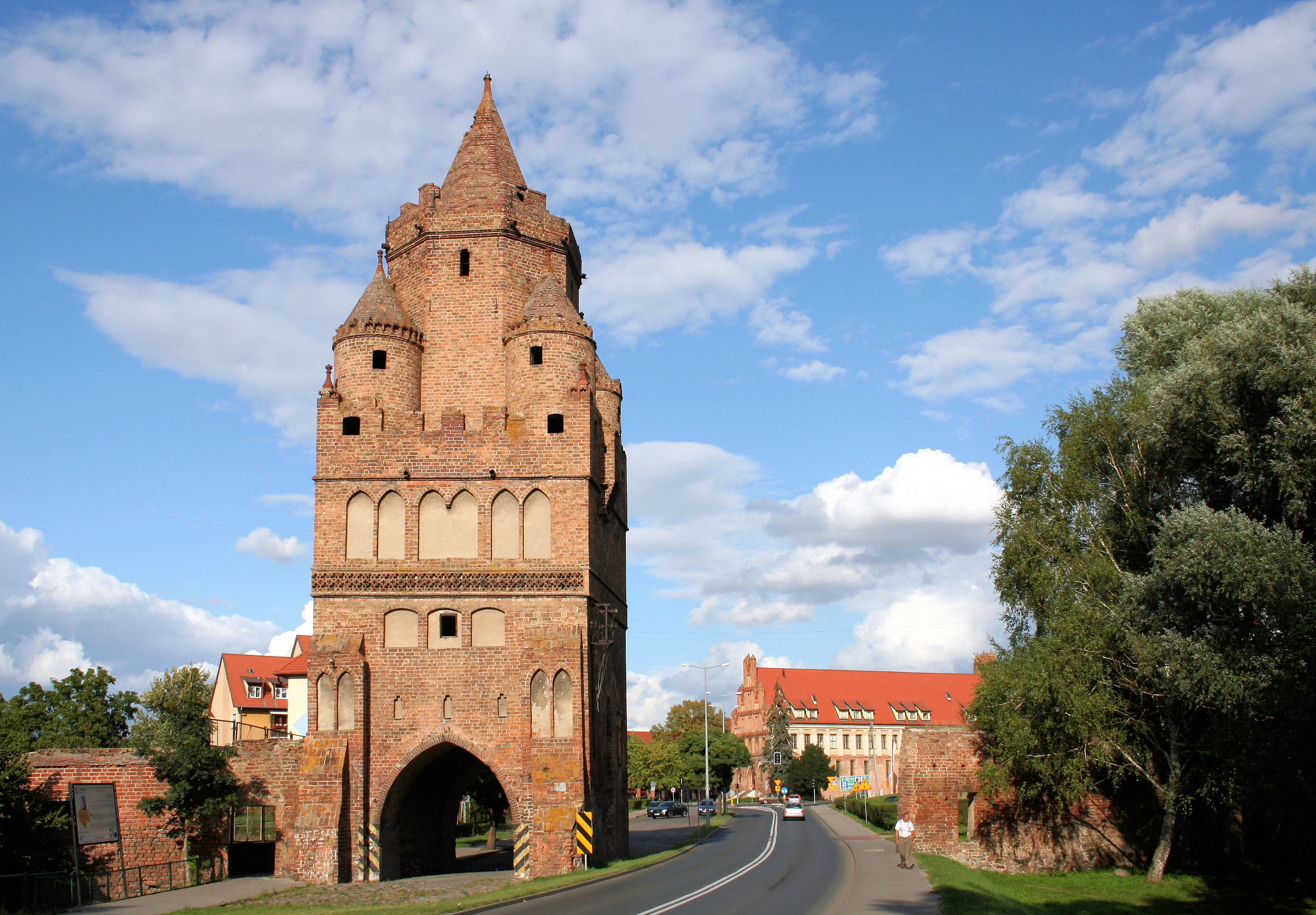
Brama Świecka

W roku 1244 po raz pierwszy w dokumentach użyto nazwy Konigesberge. W 1250 miasto zostaje zajęte przez Brandenburgię. W 1267 roku biskupi brandenburscy zwolnili „terra Konigesberge” z podatków handlowych i rzemieślniczych, co wywołało rozwój miasta tak, że w 1270 zostało ono tymczasową stolicą Nowej Marchii. W 1282 w dokumentach pojawia się wzmianka o parafii kościoła Najświętszej Marii Panny, a w 1290 o funduszach na budowę klasztoru augustianów. Od 1310 do 1329 roku wzrasta znaczenie ekonomiczne Chojny, miasto otrzymuje kolejne przywileje dotyczące handlu, a w 1320 roku rozpoczyna się budowa ratusza. Towary są sprowadzane i wysyłane poprzez żeglugę na rzece Rurzycy i nią do Odry. W XIII i XIV wieku miasto zostaje otoczone murami miejskimi z trzema bramami (Świecka, Barnkowska i rozebrana w XIX wieku Mostowa) i kilkoma wieżami – czatowniami. W 1348 mieszczanie burzą zamek wójta, a miasto przestaje być stolicą Nowej Marchii.
Od 1373 Chojna znajdowała się we władaniu Korony Czeskiej. W 1402 w Krakowie zawarto układ w sprawie zakupu miasta z regionem przez Polskę, jednakże ostatecznie sprzedana została zakonowi krzyżackiemu, następnie od 1454 Chojna znajdowała się pod wpływami Brandenburgii. W tym okresie wybudowano Kościół Mariacki, a wcześniej, około 1410 r. przy rynku (dziś plac Konstytucji 3 Maja) powstał nowy ratusz. Oba budynki są do dziś (po odbudowie) jednymi z najpiękniejszych budynków gotyckich w mieście. Rozwój miasta zatrzymał się po najeździe husytów w 1433 roku, ale marazm nie trwał długo. Już w drugiej połowie XV wieku nastąpił drugi etap silnego rozwoju miasta.

### Nowożytność i XIX wiek

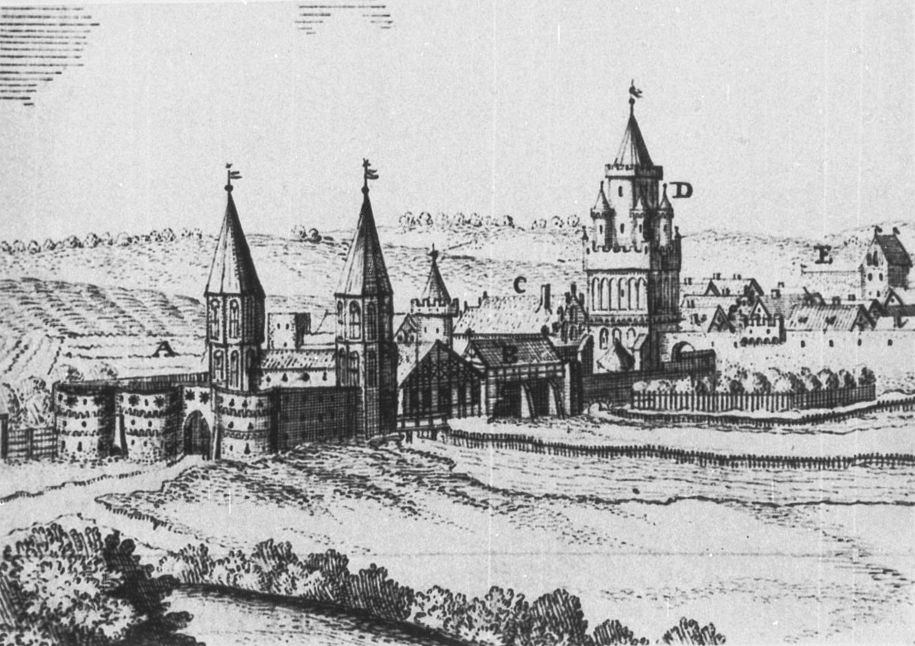
Chojna w XVIII w.

W XVI i XVII wieku przez miasto trzy razy nawiedzała plaga cholery, każdej z nich towarzyszyła wysoka śmiertelność wśród ludności.
Miasto posiadało kilka kościołów: Kościół Najświętszej Marii Panny, św. Mikołaja przy klasztorze augustianów, św. Jerzego, św. Gertrudy i kościół przy szpitalu św. Ducha. Reformacja rozpoczęła się w Chojnie w 1533 roku i stopniowo rozwijała się do roku 1553. Klasztor został w 1536 roku rozwiązany, a budynki przeznaczono na szpital i szkołę. Przyklasztorny kościół zamieniono na magazyn. W 1589 miały miejsce bunty mieszczan, które doprowadzały do walk plebsu z patrycjatem.
Podczas wojny trzydziestoletniej w Chojnie przebywali czeski dowódca Wallenstein i król Szwecji Gustaw Adolf. Podczas okupacji miasta zabudowa została zniszczona w 52%, a przemarsze wojsk i towarzyszące im epidemie zdziesiątkowały liczbę mieszkańców i doprowadziły do upadku ekonomicznego. W 1682 roku w wieżę Kościoła Mariackiego uderzył piorun, który spowodował pożar i spalenie wnętrza świątyni. Odbudowa trwała przez 10 lat, w 1714 roku dodano nową ambonę, a w 1734 roku Joachim Wagner wybudował nowe organy. Kolejny wzrost gospodarczy rozpoczął się po 1700 roku i trwał do wybuchu wojny siedmioletniej, od 1717 miasto było stolicą powiatu. Od 1759 roku przez siedem lat miasto ponownie było siedzibą rządu Nowej Marchii. Po 1767 roku Bramy Świecka i Barnkowska zostały częściowo rozebrane, a pozyskany z nich budulec przeznaczono na budowę koszar. W XVIII w. powstał browar, garbarnie i pierwsza w mieście drukarnia. 

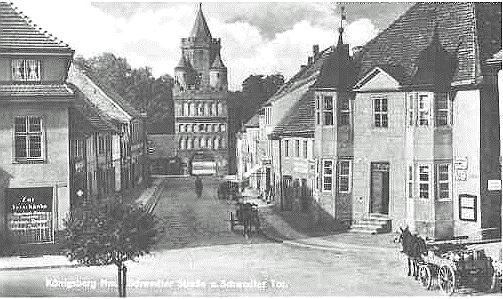
Chojna ok. 1900 r.

W 1806 Chojna kolejny raz została tymczasową siedzibą władz Nowej Marchii. Podczas wojen napoleońskich miasto zostało w 1806 zdobyte przez Francuzów. Do połowy XIX wieku jedną z gałęzi przemysłu w mieście było przetwarzanie bawełny i tkactwo, ale rozwój mechanizacji spowodował upadek tego rzemiosła. Od 1809 roku Chojna staje się siedziba powiatu, w 1820 roku rozbiórce ulega część budynków dawnego klasztoru. W 1877 roku przez miasto przebiega linia kolejowa łącząca Szczecin z Kostrzynem co powoduje niebywały rozwój miasta. Rozwija się przemysł, handel i szkolnictwo. Miasto staje się ważnym ośrodkiem handlowym o znaczeniu ponadregionalnym. Taka sytuacja trwa aż do wybuchu wojny w 1939 roku.

### Okres II wojny światowej
W 1939 roku niemieckie siły powietrzne zbudowały na południe od miasta lotnisko, które jednak nie zostało użyte podczas kampanii wrześniowej.
Podczas wojny powstała tu filia kobiecego niemieckiego nazistowskiego obozu koncentracyjnego w Ravensbrück. Więziono w niej prawdopodobnie od 800 do 900 kobiet, głównie Polki przywiezione z Warszawy po stłumieniu powstania warszawskiego, ale także Francuzki, Holenderki, Sowietki, Czeszki, Jugosłowianki, Niemki i trzy Angielki z Zarządu Operacji Specjalnych, które w styczniu 1945 r. odesłano do obozu macierzystego i tam stracono. Więźniarki przebywały w drewnianych barakach otoczonych drutem kolczastym, a ich zadaniem było przygotowanie terenu pod rozbudowę wojskowego lotniska. Panowały tam złe warunki, obejmujące brak ogrzewania, słabe wyżywienie i ciężką pracę w ekstremalnych warunkach pogodowych, co skutkowało częstymi chorobami.
Podczas przechodzenia przez te tereny frontu rosyjsko-niemieckiego w styczniu 1945 r. miasto nie miało znaczenia militarnego. 4 lutego 1945 roku nastąpiła ewakuacja ludności niemieckiej miasta przez Schwedt/Oder w głąb Niemiec, a burmistrz został przez sąd SS pod przewodnictwem oficera SS Otto Skorzenego skazany na karę śmierci przez powieszenie. W tym samym dniu wojska Armii Czerwonej zajęły miasto. Więźniarki filii obozu Ravensbrück zostały wysłane na marsz śmierci w kierunku obozu macierzystego, ale około 100 ukryło się i zostało oswobodzonych przez wojska sowieckie 5 lutego 1945 r. Uwolnione kobiety zostały przewiezione w głąb Polski, gdzie otrzymały opiekę medyczną w polskich szpitalach, po czym zostały zwolnione do krajów pochodzenia. 16 lutego 1945 r. wojska Armii Czerwonej spaliły całe centrum miasta z kościołem Najświętszej Marii Panny i ratuszem, substancja miejska została zniszczona w 80 procentach.

### Monarchowie, którzy odwiedzili lub przebywali w mieście
- Karol IV Luksemburski w 1377
- Zygmunt Luksemburski w 1381
- Gustaw II Adolf w 1630
- Luiza z Meklemburgii-Stelitz w 1809
- Aleksander I Romanow w 1813
- Wilhelm II Hohenzollern w 1909

### Okres powojenny

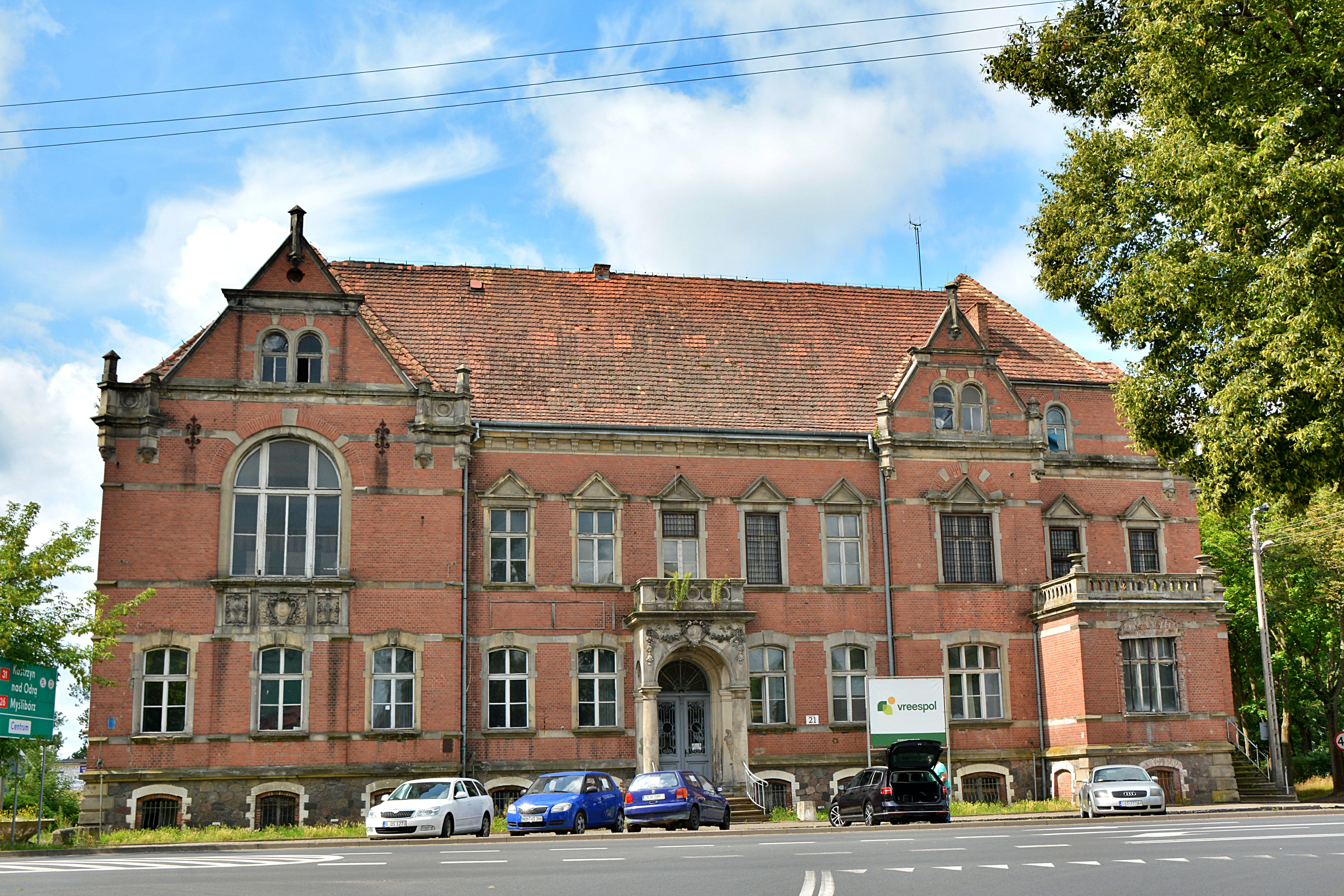
Dawna siedziba Wojsk Ochrony Pogranicza

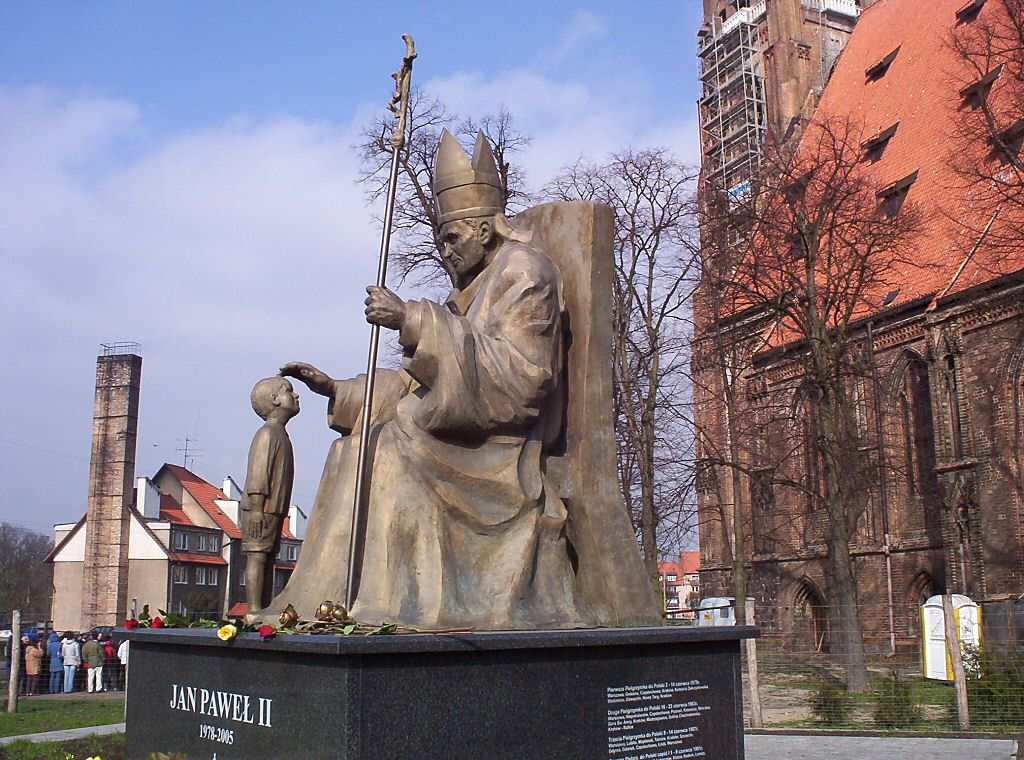
Pomnik papieża Jana Pawła II

Po wojnie miasto przeszło pod administrację polską, a pozostała w mieście i okolicy ludność niemiecka została wydalona za Odrę. Miasto zmieniło nazwę, przez kilka miesięcy po przejęciu przez Polskę używano nazwy Władysławsko, natomiast w rozporządzeniu Ministra Obrony Narodowej z dnia 21 sierpnia 1945 roku podano nazwę Królewiec. W obiegu były także nazwy Chojnice i Chojnice nad Odrą, a ponadto przed wojną w 1934 w Atlasie nazw geograficznych Słowiańszczyzny Zachodniej S. Kozierowskiego odnotowano miasto pod nazwą Chojnica. 7 maja 1946 roku rozporządzeniem rządowym zmieniono nazwę na Chojna, która to nazwa obowiązuje do dziś. Skala zniszczeń substancji miejskiej sprawiła, że polskie władze podjęły decyzję o przeniesieniu siedziby powiatu do Dębna, powiat ten uległ likwidacji podczas reformy administracyjnej w 1975.
Mimo że od czasów wojny minęło wiele dziesięcioleci nie usunięto do dziś wszystkich szkód wojennych. Gotycki ratusz zrównany z ziemią odbudowano dopiero po roku 1977, do 1986 r. na siedzibę centrum kultury i biblioteki miejskiej. Podobny los spotkał klasztor, który został wybudowany praktycznie od podstaw. Od 1994 roku trwa odbudowa Kościoła Mariackiego, prace są realizowane w ramach projektu europejskiego dotyczącego polsko-niemieckiej współpracy historycznej. W 1997 r. świątynię pokryto dachem, a w 2003 roku na wieżę powrócił neogotycki hełm wzorowany na XIX-wiecznym oryginale. W ten sposób do panoramy miasta powróciły dwa charakterystyczne punkty orientacyjne. Ratusz i Kościół Mariacki są dziełami sławnego architekta epoki gotyku Heinricha Brunsberga. Poza nimi odtworzono również inne ceglane zabytki tj. budynki klasztoru augustianów i część murów miejskich z Bramą Świecką i Barnkowską oraz przyziemie kościoła św. Jerzego. Od września 2009 r. działa w Chojnie i okolicach Stowarzyszenie Historyczno-Kulturalne „Terra Incognita”, którego celem jest działalność na rzecz rozwoju wiedzy historycznej o tym fragmencie Pomorza Zachodniego, stanowiącym niegdyś część brandenburskiej Nowej Marchii oraz podejmowanie inicjatyw kulturalnych. Stowarzyszenie w grudniu 2009 r. wydało pierwszy tom „Rocznika Chojeńskiego”.

## Zabytki

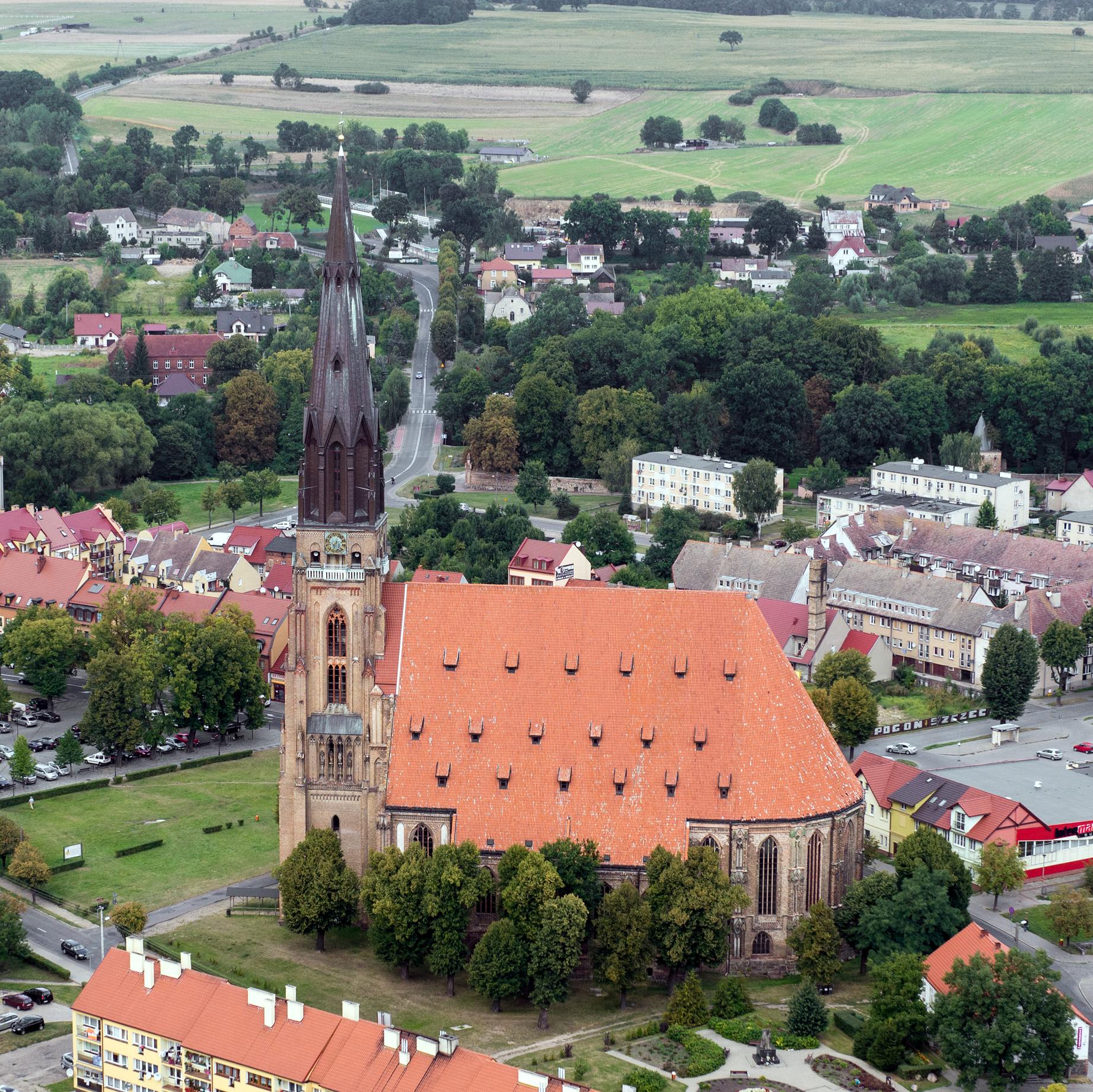
Kościół Mariacki

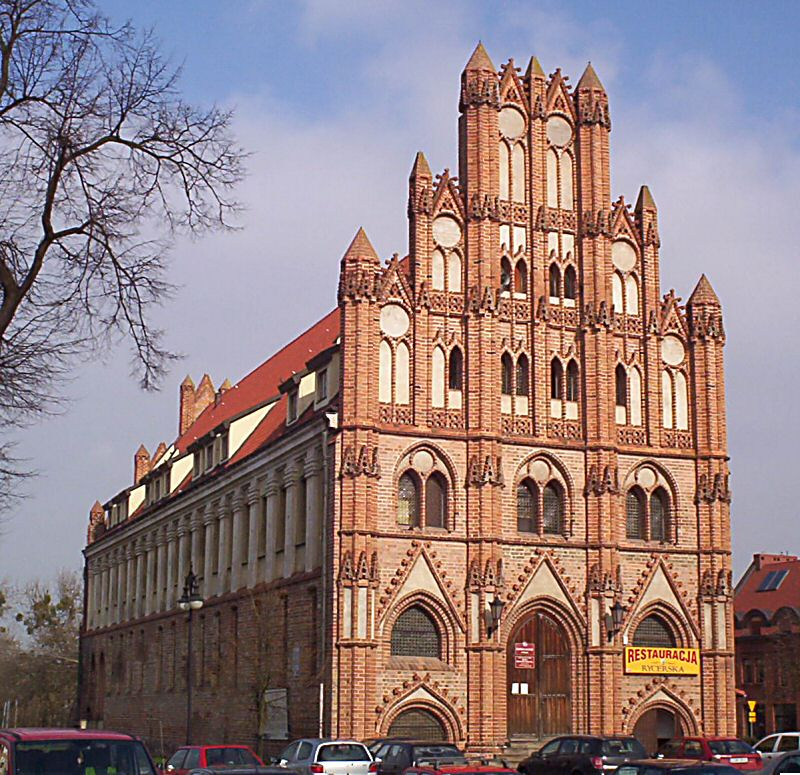
Ratusz

Cały obszar Starego Miasta Chojny, posiadającego średnicę 580 m, został wpisany do rejestru zabytków. Zabytki znajdujące się w mieście umieszczono na Europejskim Szlaku Gotyku Ceglanego. Ważniejsze zabytki w mieście:
- Kościół Najświętszej Marii Panny – obecnie odbudowywany, z połowy XV wieku z XIX-wieczną wieżą (obecnie 102,5 metra wysokości) zaprojektowany przez architekta Henryka Brunsberga. Początkowo władali nim templariusze.
- ratusz jest gotyckim arcydziełem, budowanym od XIII wieku i przebudowywanym. Kiedyś siedziba władz, a obecnie funkcjonuje jako centrum kultury. Przed Ratuszem znajduje się pomnik poświęcony polskim osadnikom przybyłym po 1945 roku.
- klasztor poaugustiański (XIII-XV wiek) oraz kościół św. Trójcy. W 1536 roku zespół klasztorny zamieniono na szpital i szkołę, a kościół na magazyn.
- kościół św. Marka.
- obwarowania miejskie
  - Mury obronne, którymi miasto zostało otoczone w XIII-XIV wieku zachowały się do dzisiaj w 50% razem z dwoma bramami i licznymi czatowniami.
  - Brama Barnkowska (nazwa pochodzi od wsi Barnkowo, obecnie to dzielnica miasta) postawiona na podstawie czworobocznej, zwieńczona szpiczastym hełmem. Posiada otwarty taras widokowy.
  - Brama Świecka (nazwa od miasta Świecie nad Odrą) o podstawie kwadratowej, z trzema rzędami blend, dekoracyjnym fryzem i zębatym gankiem obronnym, zakończona ostrosłupem z narożnymi wieżyczkami.
- ruiny kaplicy św. Gertrudy, w 1684 r. wezwanie zmieniono na św. Jana, znajdują się na cmentarzu żołnierzy radzieckich, wybudowanym w latach 1950–1955. Kaplica przetrwała drugą wojnę światową i miała zostać rozebrana w związku z budową nekropolii. Nihliację obiektu zatrzymał wojewódzki konserwator zabytków Henryk Dziurla w 1953 r.[23]
- gmach dawnego Urzędu Powiatowego przy ul. Kościuszki 21.
- dom mieszkalny (ul. Jagiellońska 33).
- willa (ul. Kościuszki 12).
- poczta (ul. Roosevelta 2).
- kamienica (ul. Jagiellońska 9).
- Kościół parafialny Najświętszego Serca Pana Jezusa wybudowany ze składek Polaków pracujących w majątkach niemieckich 1913 r.

Obwarowania miejskie Chojny
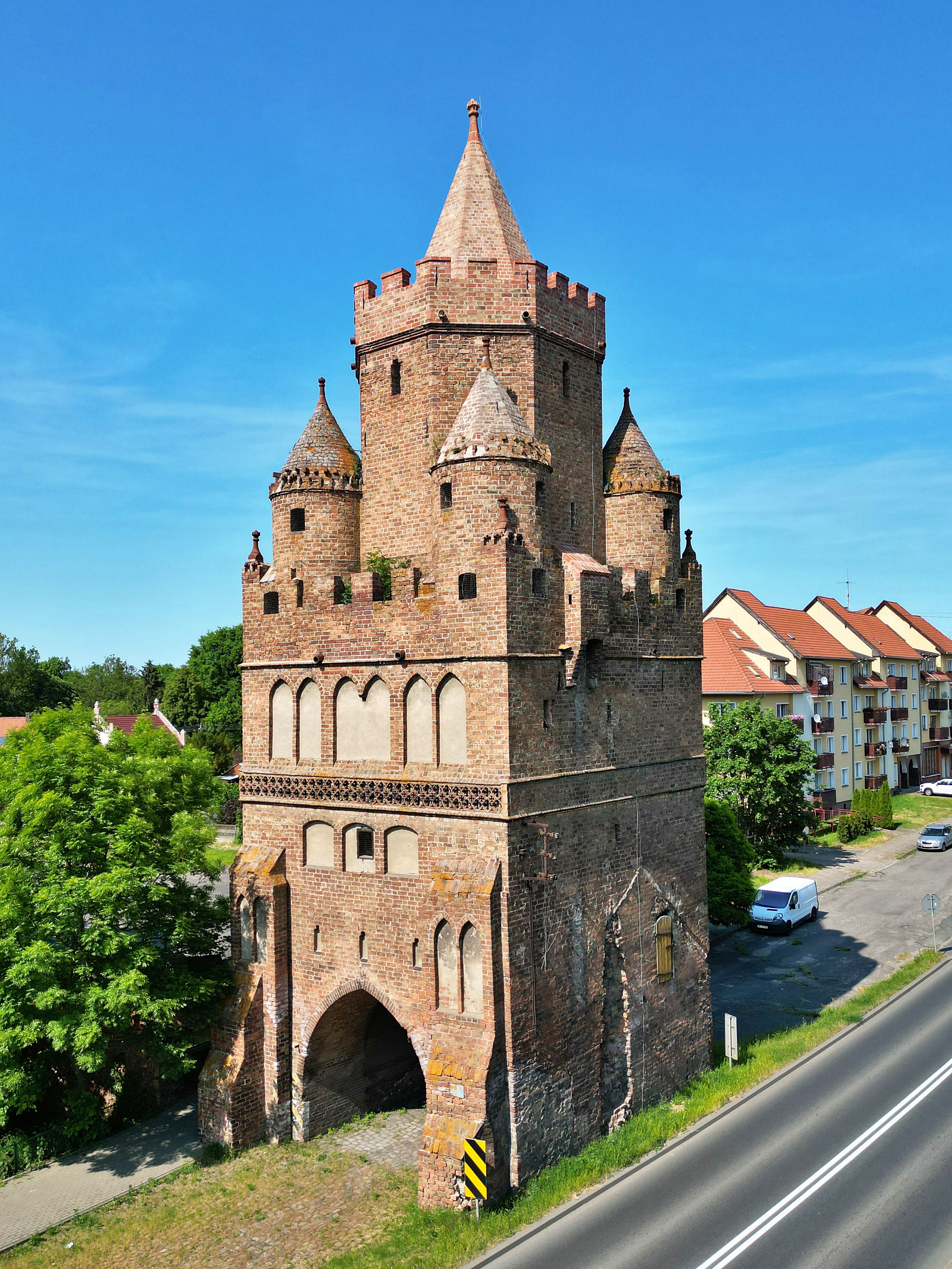
Brama Świecka
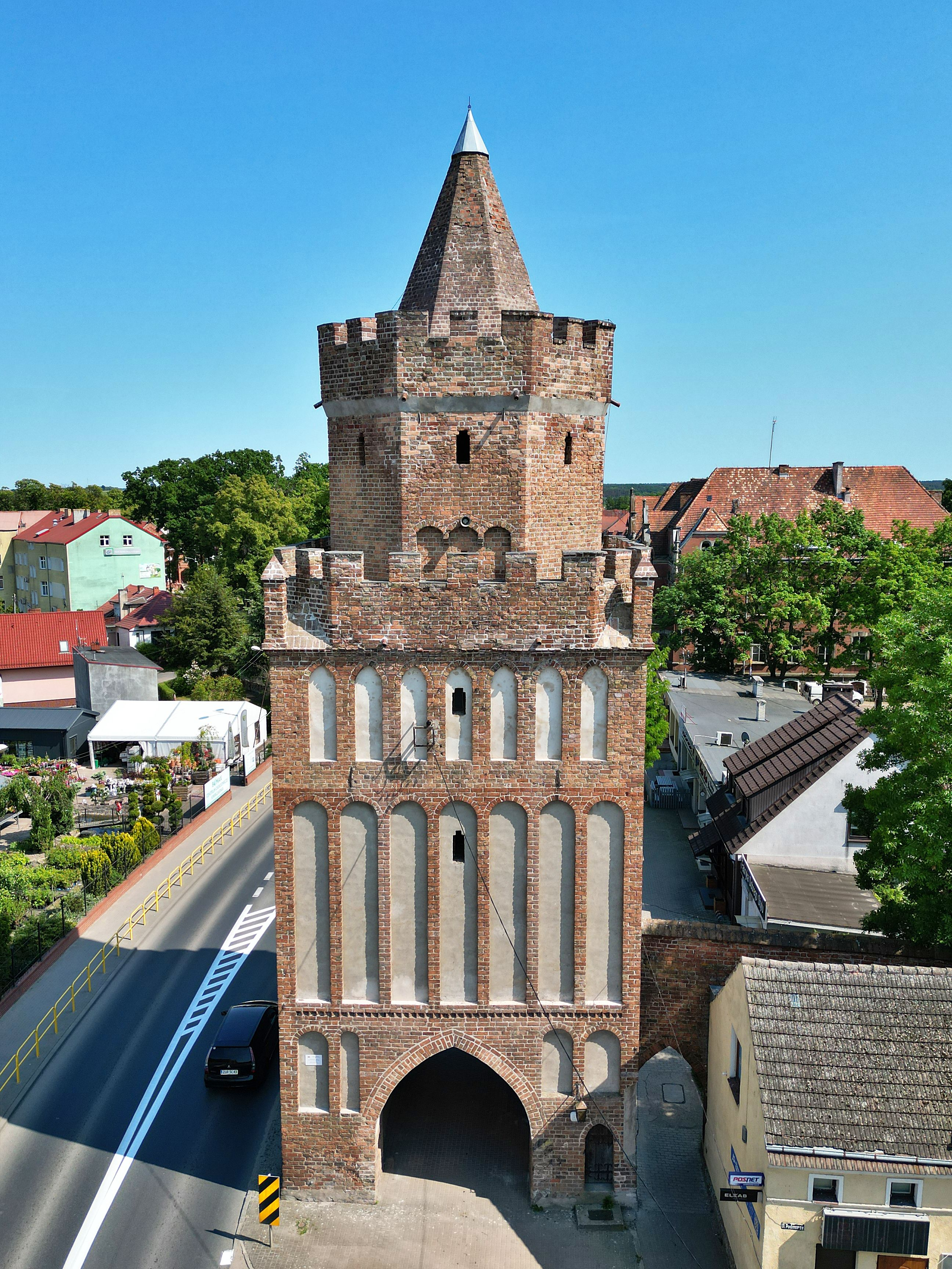
Brama Barnkowska
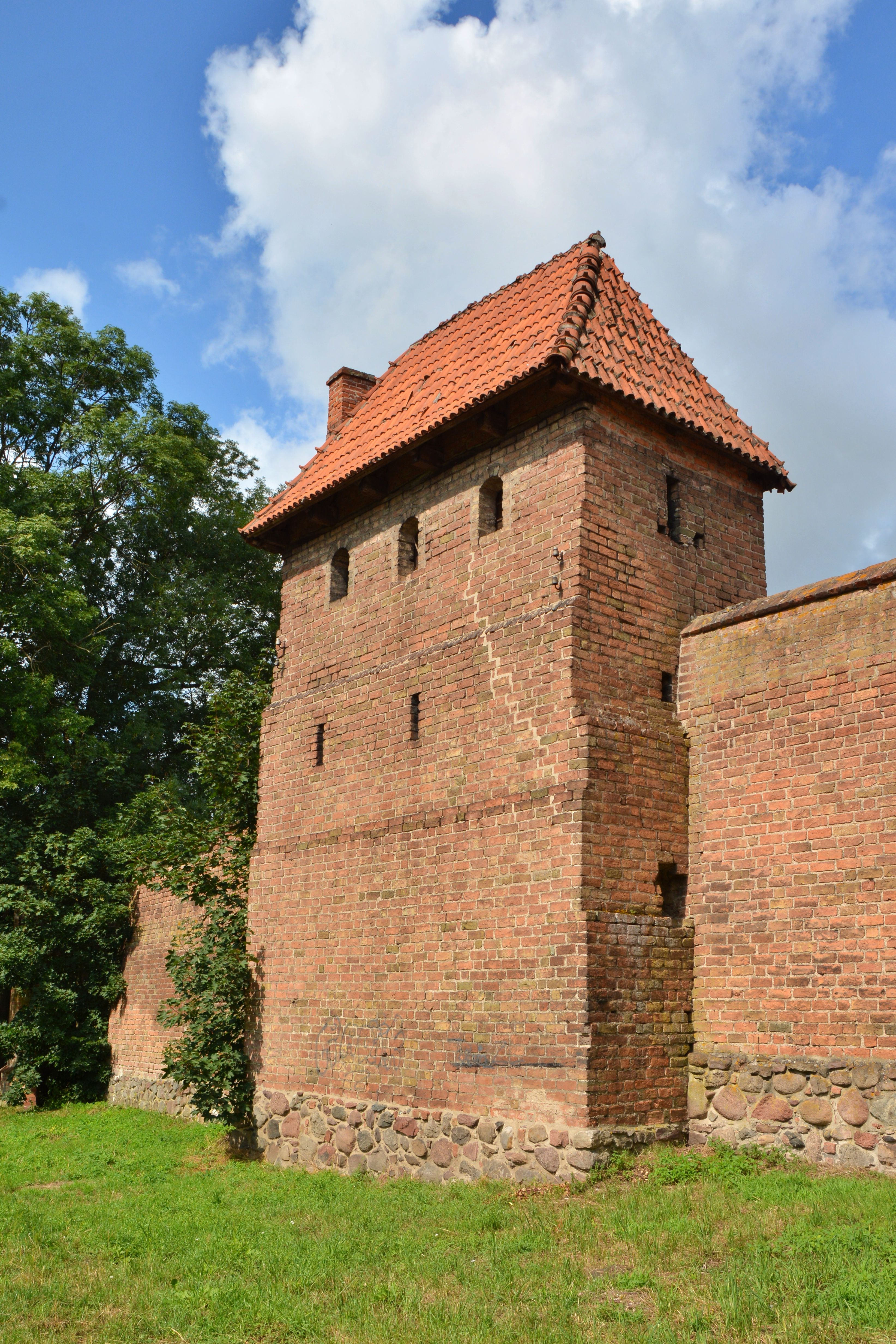
Baszta Piekarska
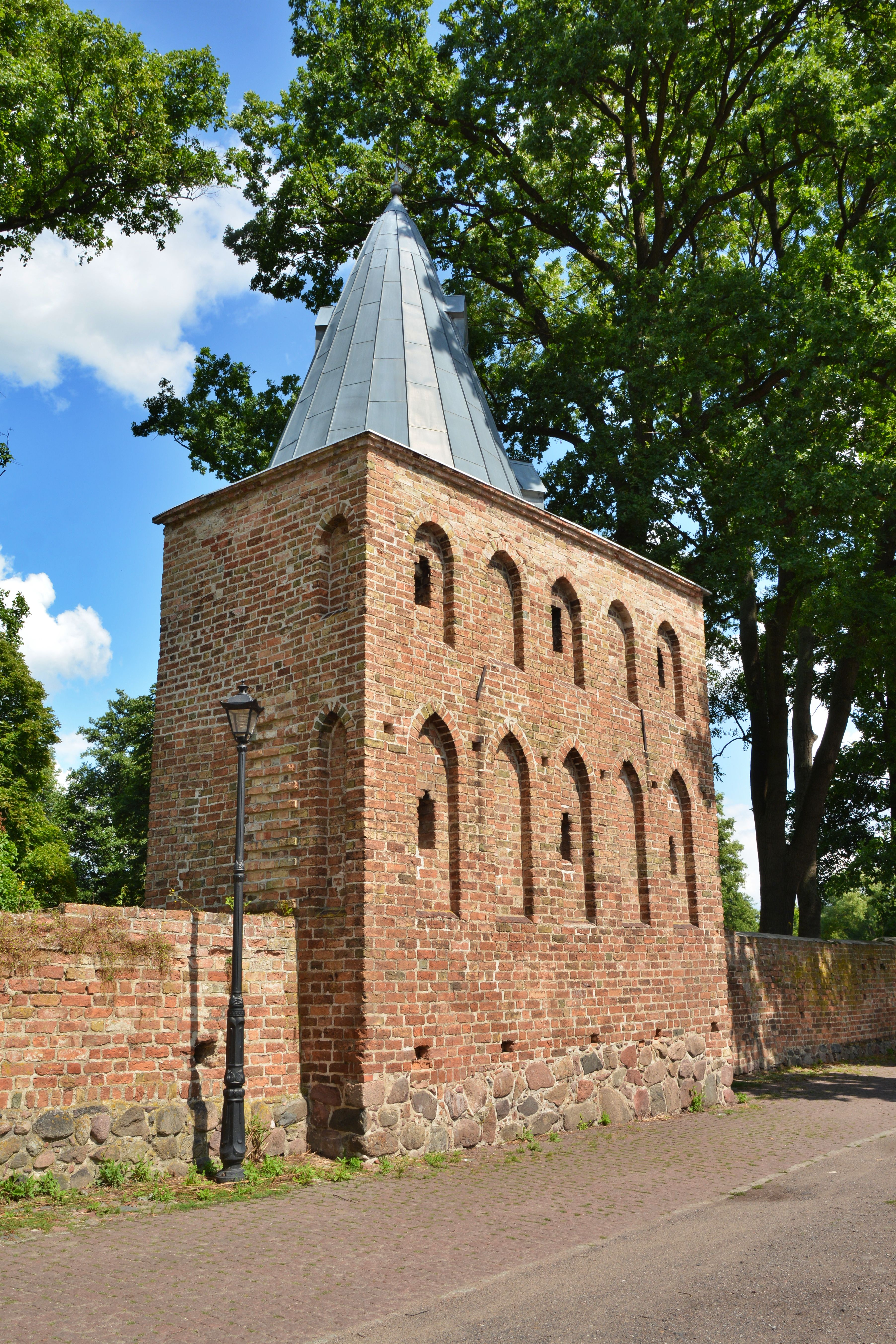
Baszta Więzienna
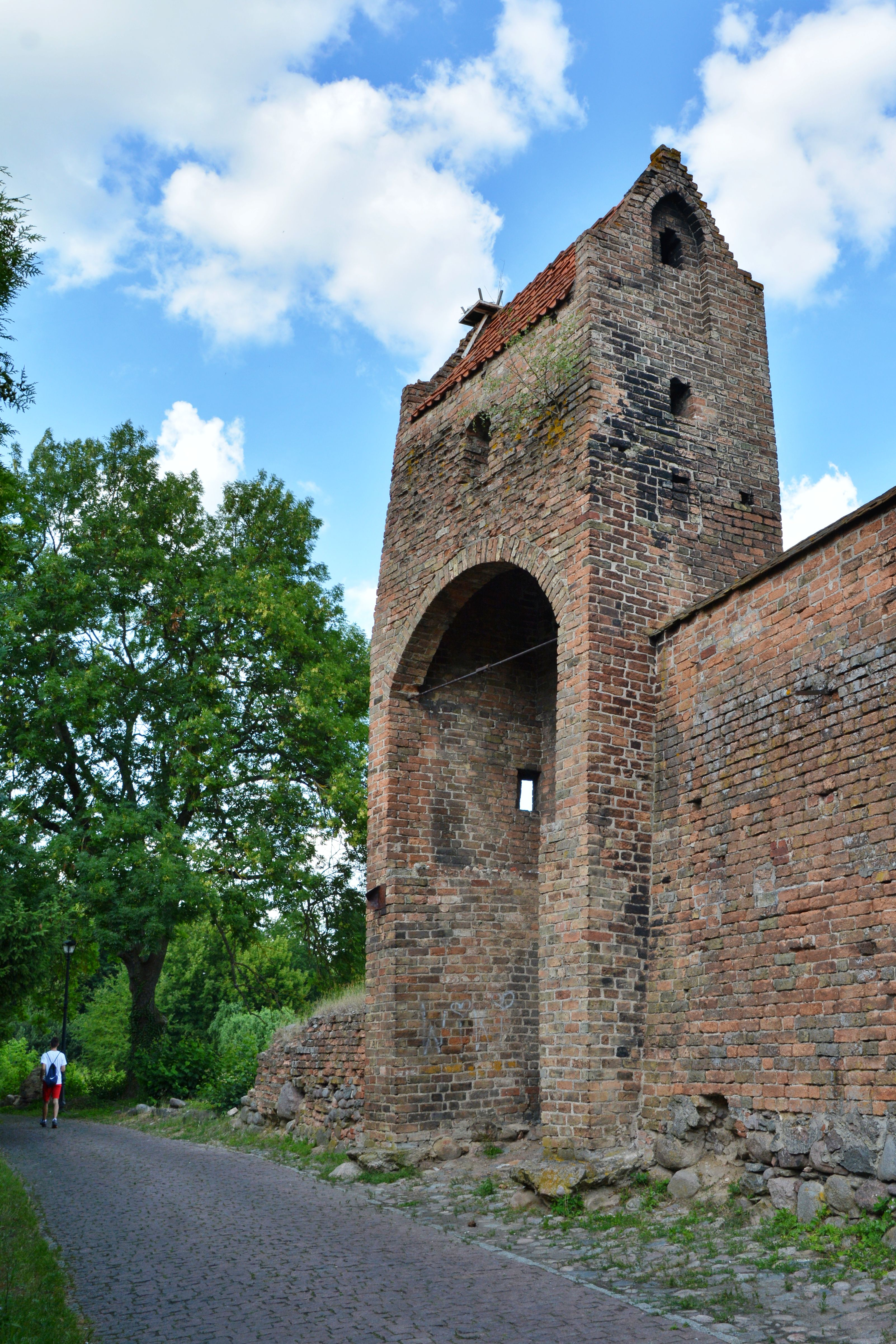
Baszta Bociania

## Transport

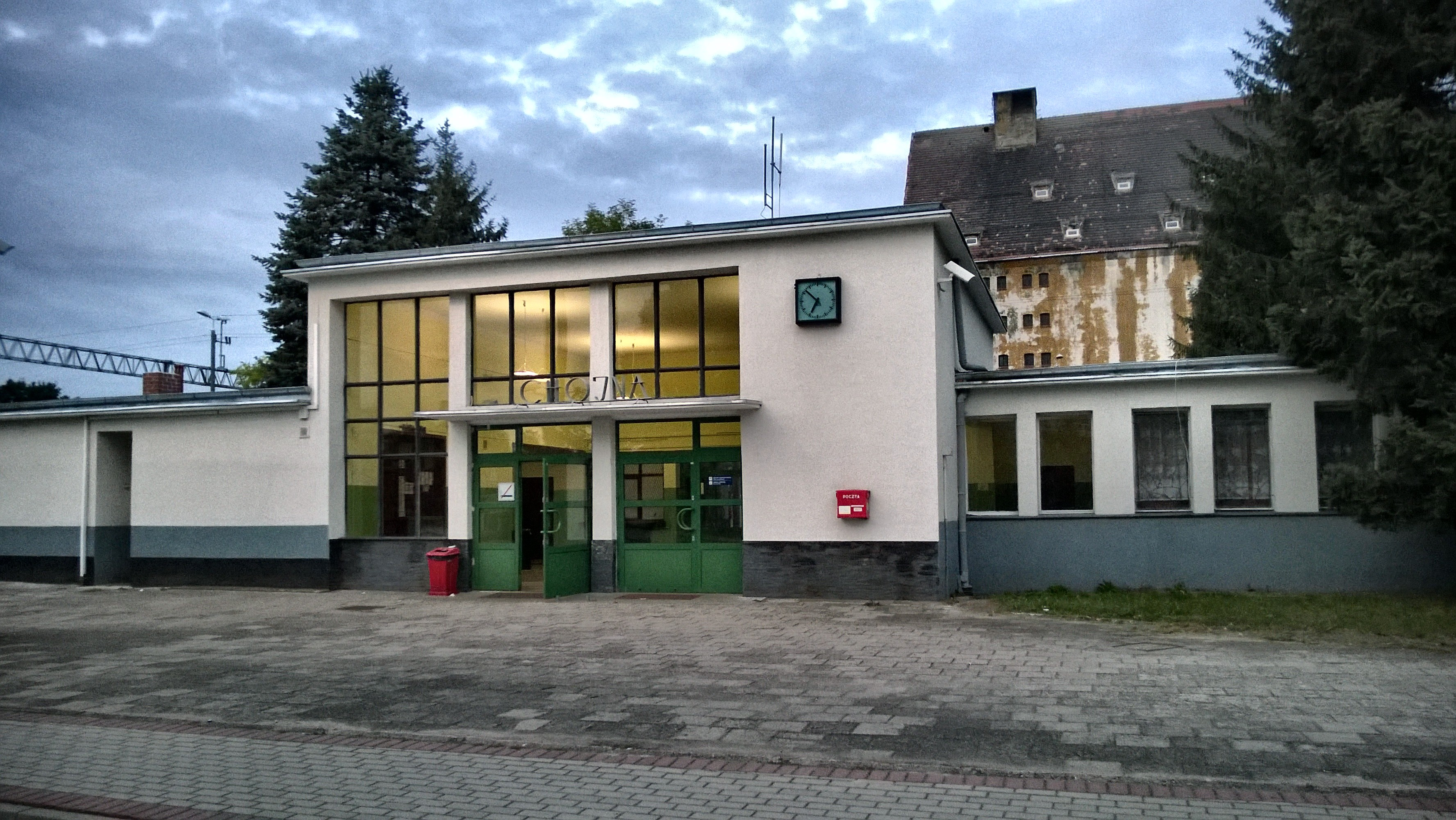
Dworzec kolejowy

### Transport drogowy
- 31 – droga krajowa łącząca miasto od północy z Widuchową, Gryfinem oraz Szczecinem i z autostradą A6, a od południa z Mieszkowicami, Kostrzynem i przejściem granicznym w Słubicach.
- 26 – droga krajowa łącząca miasto od zachodu z przejściem granicznym w Krajniku Dolnym, a od wschodu z Trzcińskiem-Zdrój i Myśliborzem.
- 124 – droga wojewódzka, która bierze początek w Chojnie i łączy miasto z Cedynią i przejściem granicznym w Osinowie Dolonym.

Komunikacją autobusową zajmuje się PKS w Myśliborzu, obsługuje kursy do: Cedyni, Dębna, Gryfina, Grzybna, Krzymowa, Lubiechowa Górnego, Mieszkowic, Morynia, Myśliborza, Nawodnej i Trzcińska-Zdróju.

### Transport kolejowy
- 273 – linia kolejowa ze Szczecina do Wrocławia przez Gryfino, Chojnę, Kostrzyn, Rzepin, Zieloną Górę, Nową Sól, Głogów, Ścinawę, Wołów, Brzeg Dolny.

W listopadzie 1876 r. miasto otrzymało połączenie kolejowe z Wrocławiem, a w 1877 r. ze Szczecinem.
Obecnie z Chojny pociągami Przewozów Regionalnych można dojechać do Szczecina, Gryfina, Kostrzyna, Rzepina i Zielonej Góry.

## Przyroda

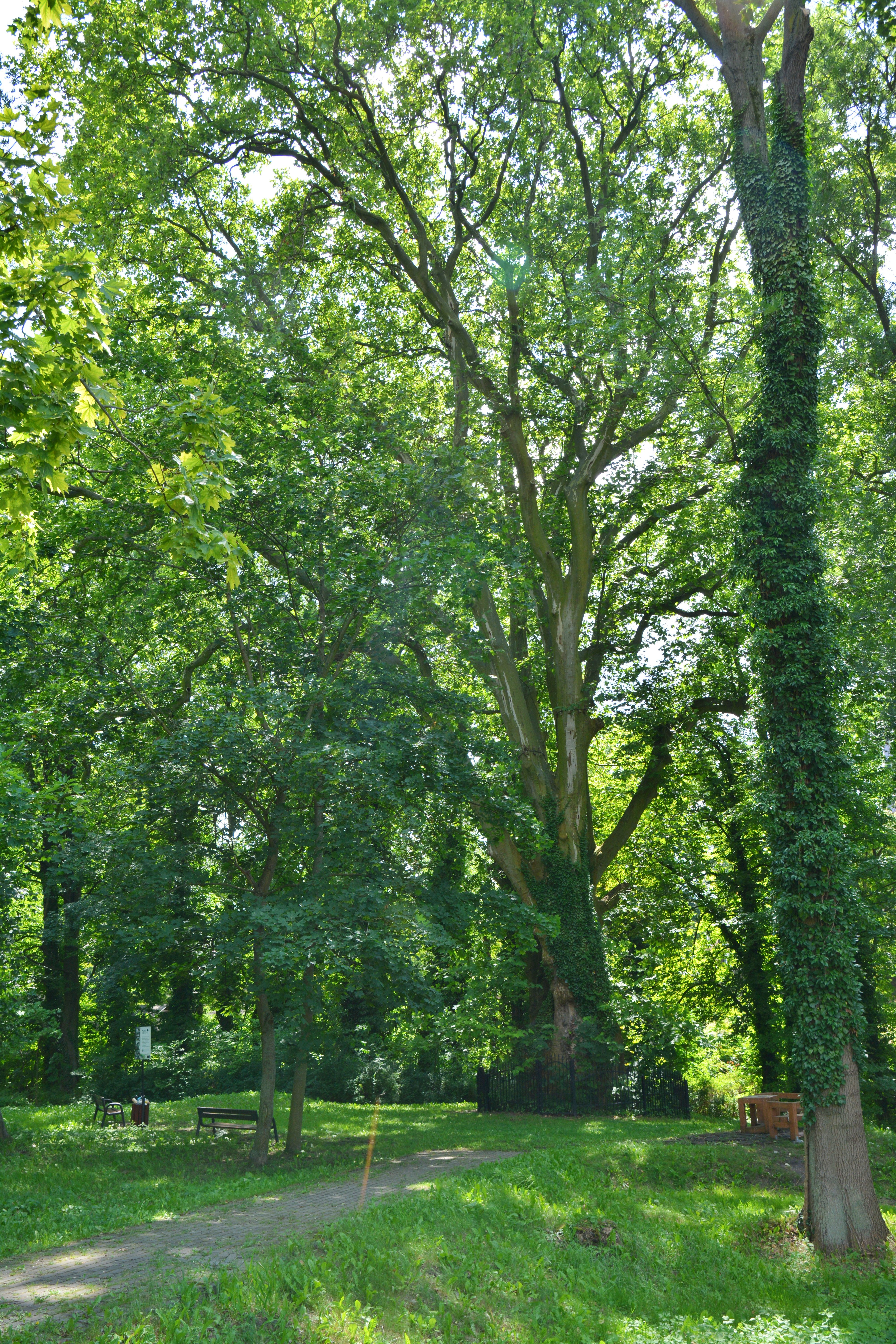
Platan „Olbrzym”

Tereny na zachód od miasta porasta Puszcza Piaskowa.
Pomniki przyrody:
- Platan Olbrzym, jedno z najgrubszych drzew w Polsce, o wysokości 35 m; obwód mierzony w najwęższym miejscu pnia między podstawą a 130 cm od gruntu (na wys. 0,45 m) – czyli zgodnie z regułami dendrometrii – wynosi aż 1066 cm (2014), a wiek określa się na około 300 lat. Jest to prawdopodobnie najstarszy w Polsce Platan klonolistny.
- cis pospolity „Książę Bogusław I” o obwodzie 102 cm.
- cis pospolity „Książę Kazimierz” o obwodzie 125 cm, został tak nazwany na pamiątkę śmiertelnego zranienia księcia Kazimierza – syna Barnima III, podczas zdobywania Chojny. Rośnie przy budynku Telekomunikacji przy ulicy Młyńskiej.
- cis pospolity „Zapomniany” jest najbardziej okazały, ma 187 cm obwodu, rośnie przy ulicy Owocowej.

## Sport
W mieście działa klub piłkarski Odra Chojna oraz Klub Motorowy Chojna.

## Wspólnoty wyznaniowe
- Kościół rzymskokatolicki:
  - parafia Najświętszego Serca Pana Jezusa
  - parafia Najświętszej Maryi Panny Matki Kościoła
  - parafia Świętej Trójcy
- Świadkowie Jehowy:
  - zbór Chojna (Sala Królestwa ul. Sikorskiego 21)[24].

## Administracja

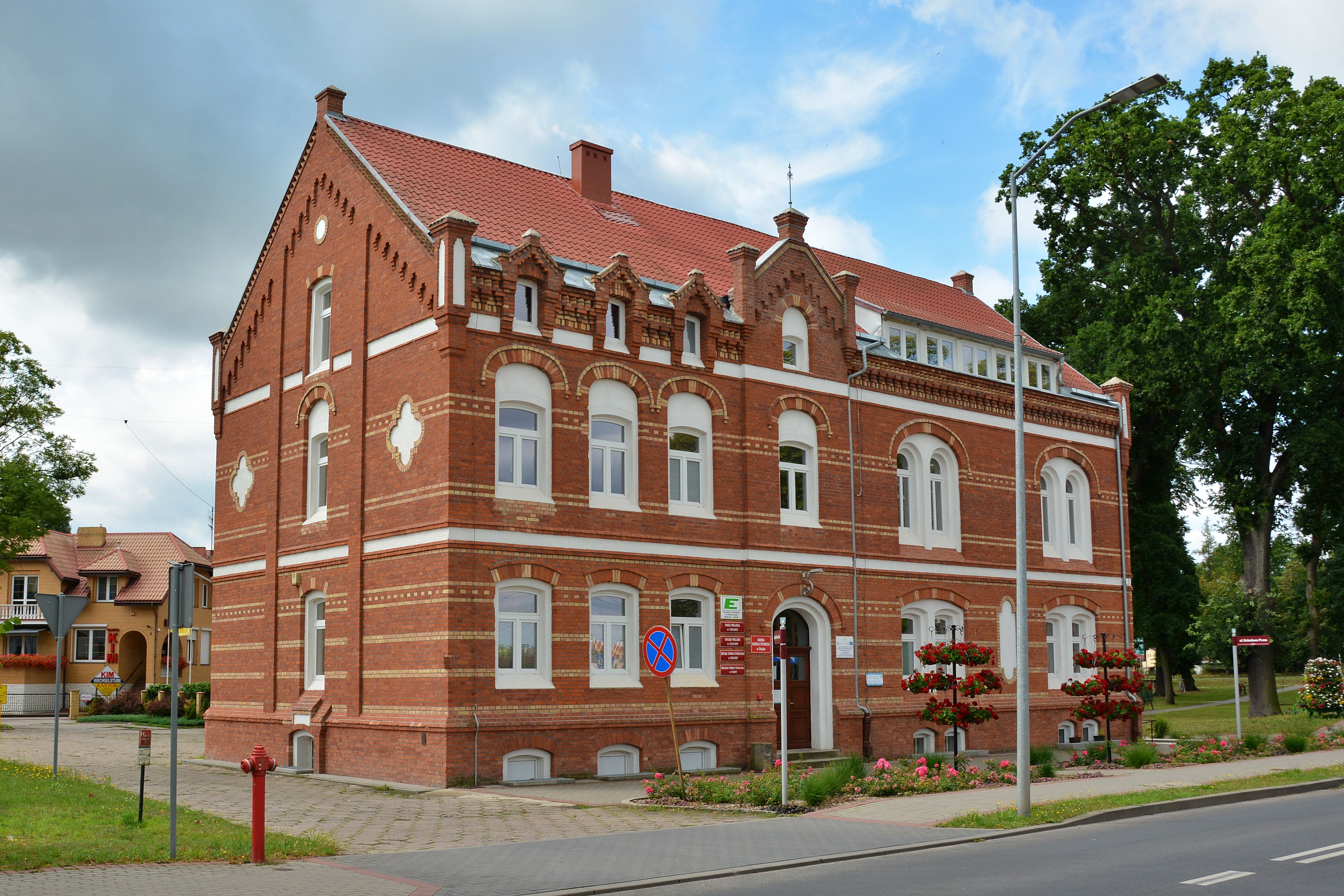
Budynek Urzędu Miasta

Miasto jest siedzibą gminy miejsko-wiejskiej. Mieszkańcy Chojny wybierają do swojej rady miejskiej 7 radnych (7 z 15). Pozostałych 8 radnych wybierają mieszkańcy terenów wiejskich gminy Chojna. Organem wykonawczym jest burmistrz. Siedzibą władz jest budynek przy ul. Jagiellońskiej. Chojna jest członkiem stowarzyszenia Unia Miasteczek Polskich.
Burmistrzowie Chojny (po 1990 r.):
- Piotr Sienkiewicz (od 1994 r. do 1998 r.)
- Wojciech Andrzej Konarski (od 1998 r. do 2006 r.)
- Adam Fedorowicz (od 2006 r. do 2018 r.)
- Barbara Rawecka (od 2018 r.)

Mieszkańcy Chojny wybierają posłów z okręgu wyborczego nr 41 (siedziba Szczecin), senatorów z okręgu nr 98, a posłów do Parlamentu Europejskiego z okręgu wyborczego nr 13.

## Miasta partnerskie

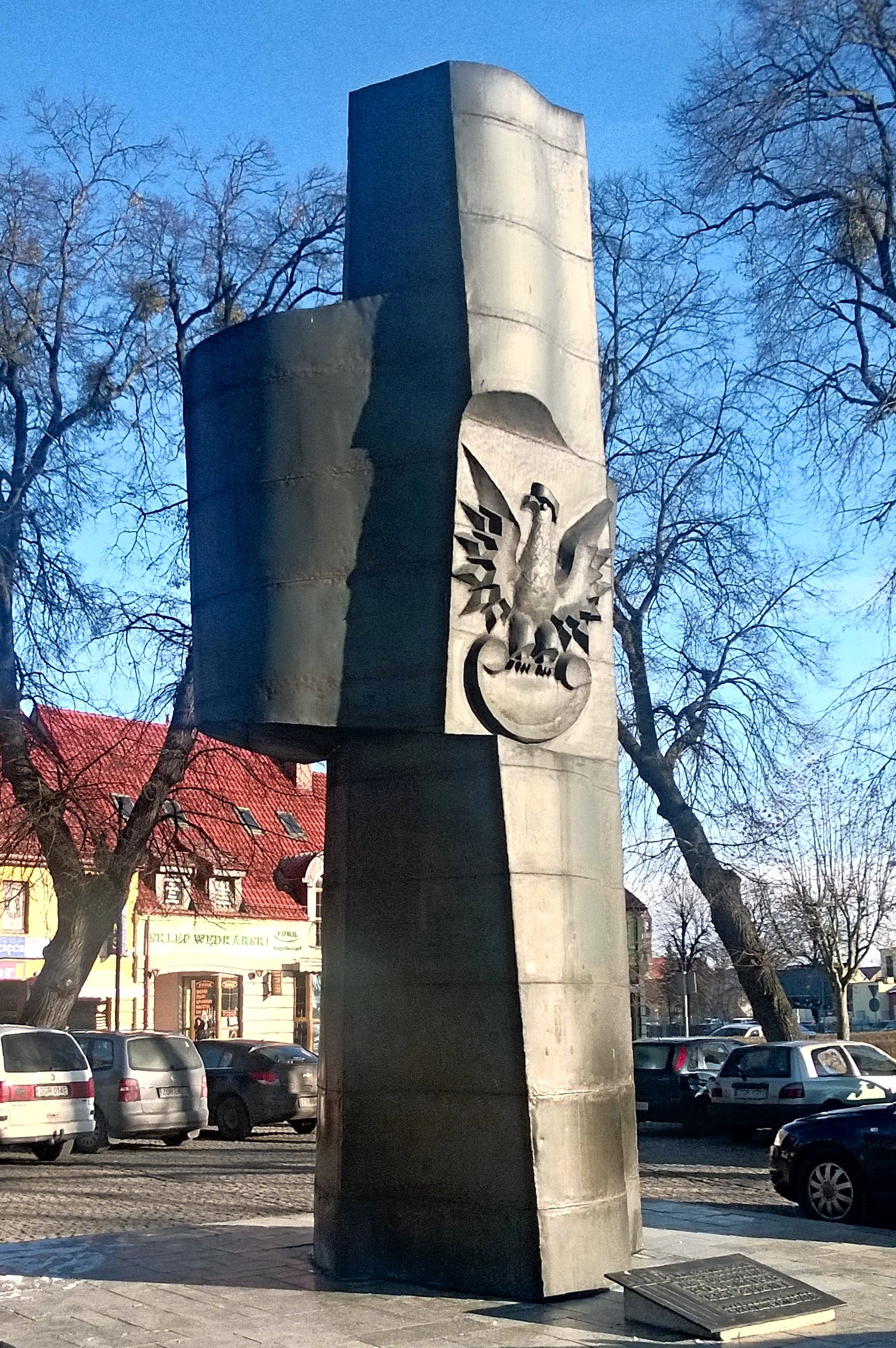
Pomnik osadników w Chojnie

Chojna jest członkiem Douzelage – stowarzyszenia miast partnerskich złożonego z 23 miast Unii Europejskiej. Stowarzyszenie powstało w 1991 r. i organizuje regularne spotkania i festiwale. Członkowie stowarzyszenia od jego założenia:
| Od 1991 r.: - Altea, Hiszpania - Bad Kötzting, Niemcy - Bellagio, Włochy - Bundoran, Irlandia - Granville, Francja - Holstebro, Dania - Houffalize, Belgia - Meerssen, Niderlandy - Niederanven, Luksemburg - Preveza, Grecja - Sesimbra, Portugalia - Sherborne, Anglia | Od 1997 r.: - Karkkila, Finlandia Od 1998 r.: - Oxelösund, Szwecja Od 1999 r.: - Judenburg, Austria Od 2004 r.: - Kőszeg, Węgry - Sigulda, Łotwa - Sušice, Czechy - Türi, Estonia | Od 2007 r.: - Zvolen, Słowacja Od 2008 r.: - Prienai, Litwa Od 2009 r.: - Marsaskala, Malta Od 2010 r.: - Siret, Rumunia |

## Lotnisko (Osiedle)
W latach 1937–1938 na południe od miasta utworzono lotnisko operacyjne (Einsatzhafen) Luftwaffe w ramach przygotowań do II wojny światowej. Podczas wojny lotnisko dysponowało polem wzlotów o wymiarach 1370 × 1000 metrów i nawierzchni trawiastej oraz infrastrukturą techniczną. W trakcie kampanii wrześniowej na lotnisku stacjonowały jednostki bombowe II./KG 27 oraz III./KG 27 wyposażone w samoloty He 111. Po roku 1945 lotnisko wojskowe zostało przejęte przez Armię Czerwoną, stało się lotniskiem operacyjnym dla stacjonującego tu 582. pułku lotnictwa myśliwskiego (myśliwce przechwytujące Su-27). Lotnisko zostało przebudowane w 1951 roku na lotniczą bazę wojsk radzieckich. 
W skład zabudowy wchodziły bazy, składy, stacje paliw. Po wycofaniu wojsk radzieckich miasto usiłuje zagospodarować zdegradowany teren wystawiając jego części na przetargi. Na osiedle wprowadziły się polskie rodziny. Na miejscu powstałej kaplicy (Parafia Najświętszej Maryi Panny Matki Kościoła w Chojnie) było kino dla pilotów.